# Umeda Sky Building
L'Umeda Sky Building (梅田スカイビル?, Umeda Sukai Biru, letteralmente: grattacielo di Umeda) è il ventesimo edificio più alto di Osaka, in Giappone.

## Descrizione

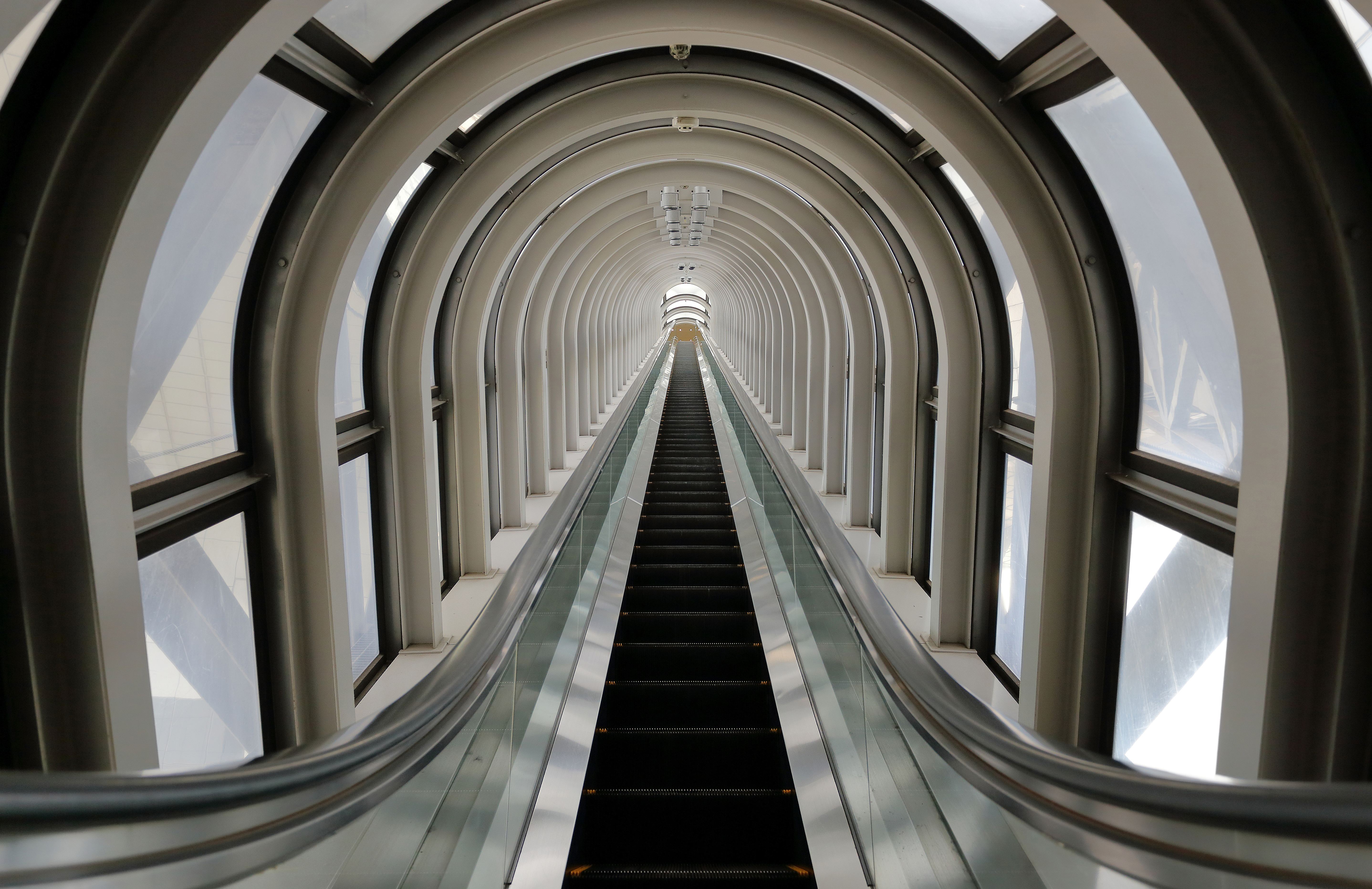
La scala mobile che collega le due torri

È situato nel quartiere Kita-ku, a Shin Umeda, una zona sviluppatasi a nord-ovest del distretto commerciale di Umeda.

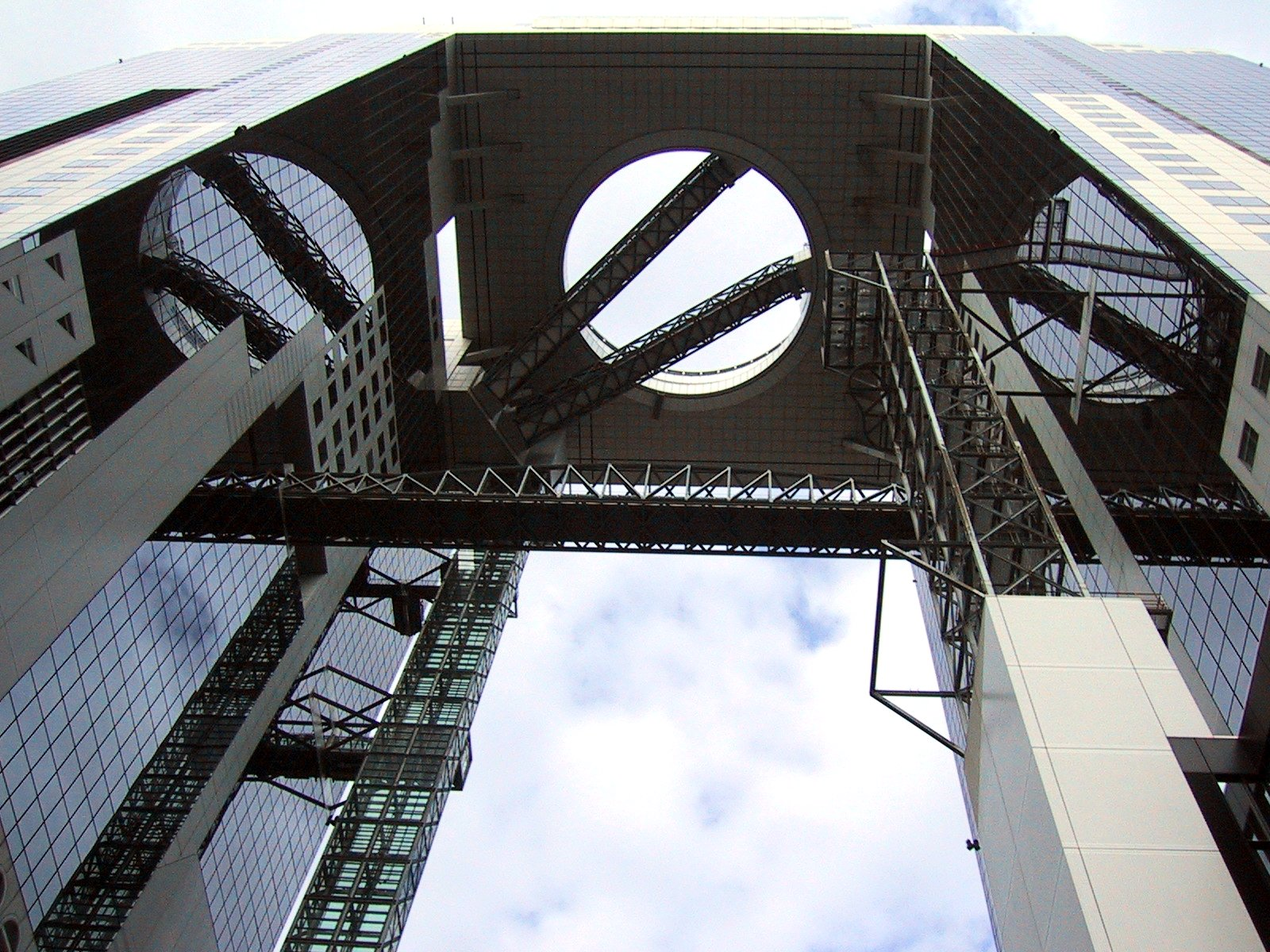
Vista dal basso che evidenzia la piattaforma in cui si trova l'osservatorio

È opera del noto architetto Hiroshi Hara, che ha progettato anche la ristrutturazione della stazione di Kyoto. L'originale struttura a ponte è composta da due torri gemelle di quaranta piani collegate tra loro nei due piani più alti; questi ultimi due piani ospitano la struttura chiamata Floating Garden Observatory (osservatorio del giardino pensile), una delle principali attrazioni cittadine.

## Attività presenti nell'edificio
L'edificio ospita principalmente gli uffici di importanti società, tra le quali vi sono:
- Mazda, sede di Osaka nella torre orientale.[3]
- AstraZeneca, quartier generale per il Giappone e l'Asia pacifica nella torre orientale.

Lo Sky Building rappresenta un polo di intrattenimento cittadino con l'osservatorio al 40º piano, diversi ristoranti al piano terra, il cinema multisala Cinelibre Umeda (al 3º piano della torre orientale) ed il teatro Theatre Umeda. Vi sono inoltre il Consolato Generale di Germania di Osaka-Kobe, al 35º piano della torre orientale, ed un terminal di autobus a lunga percorrenza della società privata Willer, al piano terra.